# Das Nothemd
Das Nothemd ist ein Bühnenspiel (Oper) in drei Akten des Komponisten Victor von Woikowsky-Biedau, welcher auch das Libretto verfasste. Seine Uraufführung erlebte dieses Theaterstück 1913 in Dessau.

## Handlung
1. Akt – Sitzungszimmer des Rates im Jahre 1522
Wendelin ist ein Waise und letzter Spross eines alten Adelsgeschlechts. Bürgermeister Ilsung hat ihn vor langer Zeit in seinem Haus aufgenommen und ihn zusammen mit seiner Tochter Armgard erzogen. Diese ist nun eine junge hübsche Frau, in die der Ratsherr Neidhard Hecht verliebt ist. Armgard ist ihren Wendelin verliebt und will nur diesen heiraten. Der Bürgermeister duldet dies aber nicht und verbannt Wendelin aus seinem Haus und aus der Stadt.
Zu dieser Zeit steht Georg von Frundsberg mit seinen Landsknechten vor der Stadt. Der Rat der Stadt verweist auf ihre Reichsunabhängigkeit ihrer Stadt, die durch ein kaiserliches Dekret verbrieft ist. Frundsberg setzt sich darüber hinweg, da Kaiser Karl für seinen Krieg gegen Frankreich Soldaten braucht. Frundsberg zieht in die Stadt ein und lässt in der Stadt Landsknechte anwerben. Wendelin ist einer der ersten, die sich Frundsbergs Heer anschließen. Heimlich nimmt er Abschied von Armgard, die ihm ein zauberkräftiges Nothemd gewebt hat.
2. Akt – Frauengemach eines Patrizierhauses 1527
Die Eltern von Armgard, Sebastian Ilsung und seine Ehefrau sind gestorben. Da lässt sich Neidhart Hecht bei ihr melden. Dieser ist nun Bürgermeister der Reichsstadt und macht Armgard erneut einen Heiratsantrag. Sie lehnt erneut ab, da sie Wendelin noch immer liebt. Als Neidhart Hecht versucht Armgard Gewalt anzutun, hört man die Lieder der heimkehrenden Landsknechte. Er verlässt voller Zorn Armgard, als sie auf die Straße eilt und Wendelin begrüßt.
3. Akt – Marktplatz der schwäbischen Reichsstadt 1527 (Vorspiel „Vom jungen Maien“)
Wendelin fiel im Krieg durch seine Tapferkeit auf. Nach der Schlacht bei Pavia wurde er von Frundsberg zum Hauptmann ernannt. Als Protége Frundsberg ist er jetzt wieder zu Hause und will Armgard heiraten. Heimtückisch versucht Neidhard Hecht diese Hochzeit zu verhindern. Er bezichtigt Armgard der Unkeuschheit und eines liederlichen Lebenswandels. Wendelin glaubt dies nicht, muss sich aber Armgards und seiner Ehre willen einem Gottesurteil beugen. Bekleidet mit dem Nothemd stellt sich Wendelin dem Kampf, doch Neidhard Hecht hat Angst bekommen und verspätet sich. Nach den Regeln der Landsknechte gilt Neidhart damit als Feigling und als besiegt. Die beiden heiraten und unter den Hurra-Rufen der Landsknechte fällt der Vorhang.